# Bezprawnik
Bezprawnik (bezprawnik.pl) – polski serwis internetowy poświęcony tematyce prawa, finansów, prowadzenia działalności gospodarczej i spraw społeczno-konsumenckich. Od momentu powstania 28 kwietnia 2015 roku hołduje zasadzie street law, starając się przybliżać kwestie prawne i okołoprawne językiem przystępnym dla przeciętnego internauty i przedsiębiorcy, często bazując na praktycznych przykładach będących przedmiotem aktualnej dyskusji. 
Wydawcą serwisu jest spółka Bezprawnik sp. z o.o., której udziałowcami jest znany ze stworzenia bloga technologicznego Spider's Web Przemysław Pająk oraz pełniący funkcję redaktora naczelnego prawnik Jakub Kralka.
Bezprawnik często odwołuje się do swojego blogowego rodowodu i kładzie nacisk na publicystyczny charakter treści. Ponadto podejmuje działania interwencyjne zainspirowane listami od czytelników, których przedmiotem są instytucje państwowe, banki, firmy ubezpieczeniowe, sklepy internetowe czy zjawiska takie jak copyright trolling, nadmierna biurokracja, marnotrawienie publicznych pieniędzy czy nielegalne lub nieetyczne formy marketingu. Redakcję witryny tworzą praktykujący prawnicy wspierani przez dziennikarzy i blogerów.
Serwis po raz pierwszy zakomunikował oglądalność na poziomie miliona unikalnych użytkowników w styczniu 2018 roku, zaś w kwietniu 2020 roku przekroczył próg 4 milionów unikalnych użytkowników miesięcznie według Google Analytics oraz 2,5 miliona realnych użytkowników zgodnie z badaniem Megapanel PBI/Gemius. 

## Firma.Blog
W lipcu 2019 roku w odpowiedzi na wysokie zainteresowanie treściami adresowanymi do przedsiębiorców, w ramach Bezprawnika wydzielony został sygnowany osobną marką „Firma.Blog”, w którym znalazły się treści poradnikowe oraz publicystyka dedykowana prowadzącym małe i średnie firmy. Prócz artykułów o tematyce prawnej, poruszane są w nim kwestie związane z podatkami, ZUS, księgowością, biznesem, rynkiem pracy, e-commerce czy społecznym odbiorem przedsiębiorcy. 